# Buire-Courcelles
Buire-Courcelles é uma comuna francesa na região administrativa de Altos da França, no departamento de Somme. Estende-se por uma área de 7,76 km². Em 2010 a comuna tinha 234 habitantes (densidade: 30,2 hab./km²).